# روث نونييز
روث نونييز (بالإسبانية: Ruth Núñez)‏ (و. 1979  م) هي ممثلة، وممثلة مسرحية، وممثلة أفلام إسبانية، ولدت في نيرخا.

## وصلات خارجية
- روث نونييز على موقع IMDb (الإنجليزية)
- روث نونييز على موقع ألو سيني (الفرنسية)
- روث نونييز على موقع قاعدة بيانات الفيلم (الإنجليزية)
- روث نونييز على موقع كينوبويسك (الروسية)

- روث نونييز في قاعدة بيانات الأفلام على الإنترنت